# Moquinieae
Moquinieae (H. Rob., 1994) è una tribù di piante angiosperme dicotiledoni della famiglia delle Asteraceae.

## Etimologia
Questa tribù è stata definita per la prima volta dal botanico americano Harold Ernest Robinson (1932-) nella pubblicazione "Taxon; Official News Bulletin of the International Society for Plant Taxonomy. Utrecht - 43(1): 39 (1994)" nel 1994. Il nome della tribù ricorda il medico e botanico francese Horace Benedict Alfred Moquin-Tandon (1804-1863), professore di zoologia a Marsiglia e direttore del "Jardin des Plantes e l'Académie des Sciences" a Parigi.

## Descrizione
Le piante di questa specie sono arbustive (o anche arboree) di tipo monico o ginodioico i cui organi interni sono privi di latice e i fusti non sono fistolosi (ossia cavi); sono invece presenti triterpeni.
Le foglie lungo il fusto sono disposte in modo alterno, sono brevemente picciolate e la consistenza è coriacea. Hanno la lamina a forma obovata/ellittica e venature pennate. La superficie è ricoperta da ghiandole.
Le infiorescenze, terminali di tipo piramidale/tirsoide, sono composte da capolini formati da pochi fiori (da 1 a 5). La struttura dei capolini è quella tipica delle Asteraceae: un peduncolo sorregge un involucro composto da diverse squame (o brattee) disposte su 4 - 5 serie che fanno da protezione al ricettacolo  sul quale s'inseriscono i fiori (di tipo tubuloso). L'involucro è strettamente campanulato e ricoperto da brattee scalate in lunghezza, colorate di verde-bruno con corti peli e margini ialini. Il ricettacolo è nudo, ossia è privo di pagliette a protezione della base di fiori. Lunghezza del peduncolo: 1 – 3 mm.
I fiori sono tetra-ciclici (ossia sono presenti 4 verticilli: calice – corolla – androceo – gineceo) e pentameri (ogni verticillo ha in genere 5 elementi). I fiori sono inoltre ermafroditi, attinomorfi; sono inoltre omogami, oppure in fiori funzionalmente femminili le antere sono abortite.
- Formula fiorale:

*/x K {\displaystyle \infty }, [C (5), A (5)], G 2 (infero), achenio
- Calice: i sepali del calice sono ridotti ad una coroncina di squame.

- Corolla: il colore delle corolle, composte da 5 lobi terminali allungati e brevemente connati, varia da lavanda-violaceo a purpureo. La porzione tubolare è stretta ed allungata. La superficie delle corolle è ghiandolosa ma liscia.

- Androceo: gli stami sono 5 con filamenti liberi e distinti, mentre le antere sono saldate in un manicotto (o tubo) circondante lo stilo. Le antere sono provviste di appendici con forme oblunghe-ovate e le teche sono calcarate e con piccole code. Il tessuto dell'endotecio ha degli ampi ispessimenti verticali. Il polline tricolporato ha forme sferiche con superficie echinata (con punte).

- Gineceo: lo stilo è filiforme, sottile e snello nella parte basale, mentre è gonfio e scabroso vicino alla ramificazione. Gli stigmi sono due, brevi e divergenti, sono scabrosi verso l'esterno, mentre internamente la superficie stigmatica è continua. L'ovario è infero uniloculare formato da 2 carpelli. Nei capolini con molti fiori gli stigmi hanno un orientamento tangenziale.

I frutti sono degli acheni con pappo. Gli acheni sono setolosi (ricoperti da numerosi peli doppi) con forme prismatiche con 10 - 17 coste; sono privi di fitomelanina ma provvisti di rafidi scuri; il carpoforo ha la forma di un tappo. Il pappo è formato da peli capillari disposti su due serie.

## Biologia
- Impollinazione: l'impollinazione avviene tramite insetti (impollinazione entomogama tramite farfalle diurne e notturne).
- Riproduzione: la fecondazione avviene fondamentalmente tramite l'impollinazione dei fiori (vedi sopra).
- Dispersione: i semi (gli acheni) cadendo a terra sono successivamente dispersi soprattutto da insetti tipo formiche (disseminazione mirmecoria). In questo tipo di piante avviene anche un altro tipo di dispersione: zoocoria. Infatti le brattee dell'involucro possono agganciarsi ai peli degli animali di passaggio disperdendo così anche su lunghe distanze i semi della pianta.

## Distribuzione e habitat
La distribuzione di questa tribù è limitata alla regione brasiliana del Sertão, in particolare agli stati di Bahia e Minas Gerais.

## Tassonomia
La famiglia di appartenenza di questa voce (Asteraceae o Compositae, nomen conservandum) probabilmente originaria del Sud America, è la più numerosa del mondo vegetale, comprende oltre 23.000 specie distribuite su 1.535 generi, oppure 22.750 specie e 1.530 generi secondo altre fonti (una delle checklist più aggiornata elenca fino a 1.679 generi). La famiglia attualmente (2021) è divisa in 16 sottofamiglie.

### Filogenesi
La tribù di questa voce è inclusa nella sottofamiglia Vernonioideae. Questa assegnazione è stata fatta solo ultimamente in base ad analisi di tipo filogenetico sul DNA delle piante. Precedenti classificazioni descrivono queste piante nella sottofamiglia Cichorioideae. Il genere Moquinia era in precedenza assegnato alla tribù Mutisieae (Cabrera 1977), il genere Pseudostifftia alle Vernonieae (Robinson 1979).
I caratteri diagnostici per le specie di questa tribù sono:
- i peli sono semplici;
- le foglie hanno delle forme da ellittiche a ovate con venature pennate;
- i fiori sono omogami o femminili;
- le antere sono speronate;
- le cellule dell'endotecio hanno degli ispessimenti alle estremità;
- gli stili sono rigonfi nella parte alta, ed hanno delle superfici stigmatiche interne continue;
- i frutti degli acheni sono privi di fitomelanina;
- il polline è echinato (con punte).

### Composizione della tribù
La tribù comprende 2 generi monospecifici.
| Genere                      | N. specie                                   | Distribuzione        |
| --------------------------- | ------------------------------------------- | -------------------- |
| Moquinia DC., 1837          | Una specie: Moquinia racemosa (Spreng.) DC. | Bahia e Minas Gerais |
| Pseudostifftia H.Rob., 1979 | Una specie: Pseudostifftia kingii H.Rob.    | Bahia                |

### Chiave per i due generi
I due generi si distinguono per le seguenti caratteristiche:
- Moquinia: le piante sono in alcuni casi sono ginodioiche; le infiorescenze di tipo racemoso o a spiga sono formate da robusti rami; i capolini sono composti da 4 o 5 fiori; il pappo è giallo; il fusto e le foglie inferiori sono bianchicce o giallo pallido-tomentoso.
- Pseudostifftia: le piante sono monoiche; le infiorescenze sono di tipo corimboso; i capolini sono composti da un fiore; il pappo è bianco; il fusto e le foglie inferiori sono gialle e quasi squamose.